# Zastava Eritreje
Zastava Eritreje usvojena je 5. prosinca 1995. i koristi osnovni dizajn zastave kakav je koristila Eritrejska narodna oslobodilačka fronta.
Zastavom dominira veliku crveni trokut, čija je baza širina zastave (uz koplje), a vrh na suprotnoj strani na sredini zastave. Manji zeleni trokut je s gornje strane, a plavi s donje strane zastave (prema desnom rubu).
Zelena predstavlja plodnost i poljoprivredu, plava ocean, a crvena krv prolivenu za neovisnost. Crveni se trokut sve više sužava, što simbolizira nadu da u Eritreji više ne će biti rata te da će zavladati mir.
U crvenom trokutu je i žuti vijenac s 14 listova, koji je zamijenio žutu zvijezdu koju je koristila oslobodličaka fronta na svojoj zastavi.